# Ramunderberget
Ramunderberget är ett naturreservat i  Söderköpings kommun i Östergötlands län.
Området är naturskyddat sedan 2001 och är 171 hektar stort. Reservatet ligger på förkastningenkanten Ramunderberget som höjer sig 70 meter över omgivningen norr om Göta kanal i Söderköping. Reservatet består av äldre naturskogsartad barrskog med lövträd i branterna.